# Pogonotriccus
A Pogonotriccus a madarak (Aves) osztályának verébalakúak (Passeriformes) rendjébe és a királygébicsfélék (Tyrannidae) családjába tartozó nem. A nembe tartozó fajok besorolása vitatott,  egyes szervezetek a Phylloscartes nembe helyezik ezeket a fajokat is.

## Rendszerezésük
A nemet Jean Cabanis és Ferdinand Heine német ornitológusok írták le 1859-ben, az alábbi fajok tartoznak ide:
- Pogonotriccus eximius vagy Phylloscartes eximius
- Pogonotriccus ophthalmicus vagy Phylloscartes ophthalmicus
- Pogonotriccus lanyoni vagy Phylloscartes lanyoni
- Pogonotriccus poecilotis vagy Phylloscartes poecilotis
- Pogonotriccus venezuelanus vagy Phylloscartes venezuelanus
- Pogonotriccus orbitalis vagy Phylloscartes orbitalis
- Pogonotriccus chapmani  vagy Phylloscartes chapmani

## Előfordulásuk
Dél-Amerikában honosak. Természetes élőhelyeik a mérsékelt övi erdők, szubtrópusi és trópusi síkvidéki és hegyi esőerdők. Állandó, nem vonuló fajok.

## Megjelenésük
Testhosszuk 10-12 centiméter körüli.